# Parera (Argentine)
Pour les articles homonymes, voir Parera.
Parera est une localité argentine située dans le département de Rancul et dans la province de La Pampa.